# Hagtornsugglemott
Hagtornsugglemott (Dipleurina lacustrata) är en fjärilsart som först beskrevs av Georg Wolfgang Franz Panzer 1804.  Hagtornsugglemott ingår i släktet Dipleurina, och familjen mott. Arten är reproducerande i Sverige.

## Bildgalleri

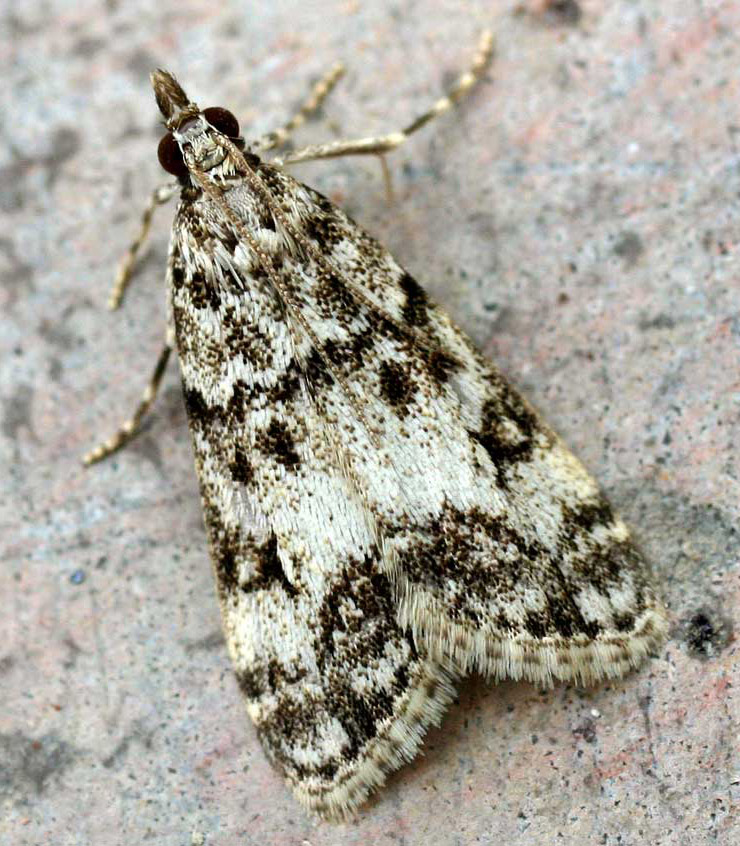
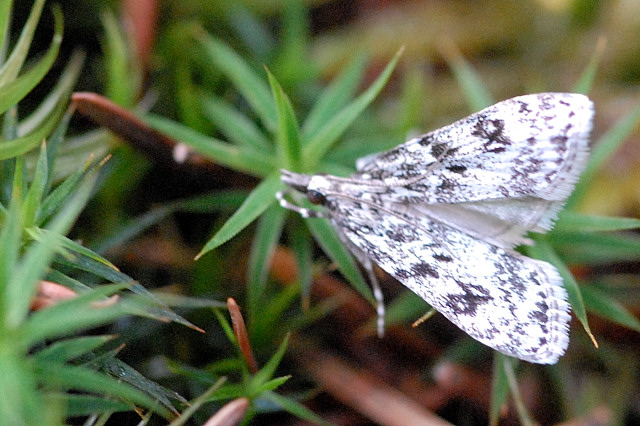
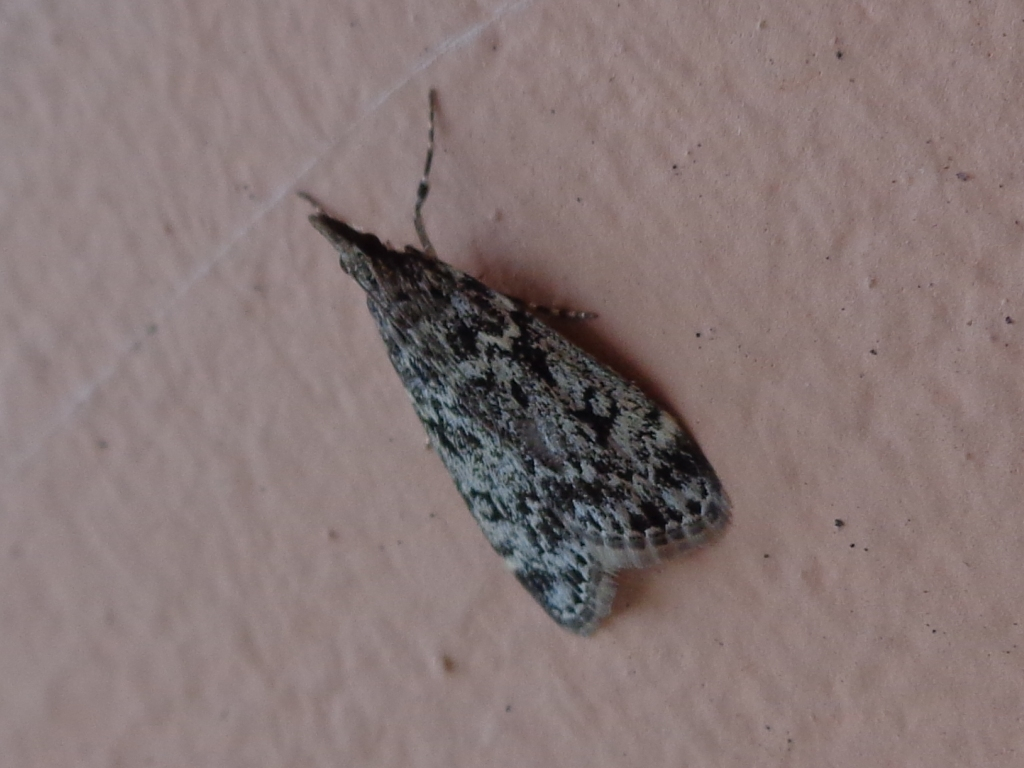
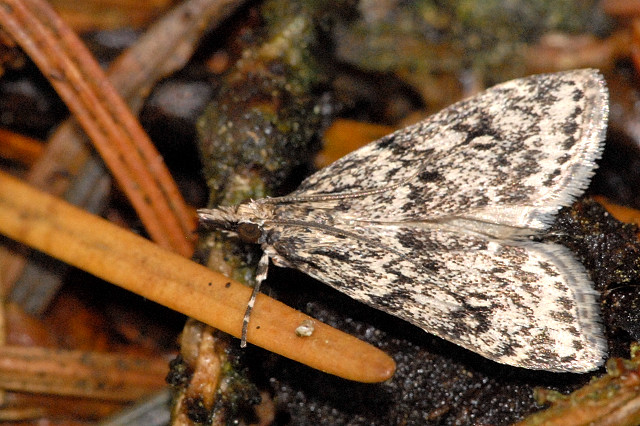